# エロンガータリクガメ
エロンガータリクガメ（Indotestudo elongata）は、爬虫綱カメ目リクガメ科インドリクガメ属に分類されるカメ。インドリクガメ属の模式種。

## 分布
インド北東部、カンボジア、タイ、中華人民共和国（広西チワン族自治区南部）、ネパール、バングラデシュ、ベトナム、マレーシア（マレー半島北部）、ミャンマー、ラオス

## 形態
最大甲長36センチメートル。背甲はやや扁平で、上から見ると細長い。種小名elongataは細長い背甲に由来し、英名elongatedと同義。細長い長方形や楕円形の項甲板がある。背甲の色彩は灰褐色、淡黄色、黄褐色、褐色などと変異が大きく、黒や暗褐色の斑点や斑紋が入る個体もいる。左右の肩甲板の継ぎ目の長さ（間肩甲板長）は左右の胸甲板の継ぎ目の長さ（間胸甲板長）に対し0.59-1.0と短いか同じ。背甲と腹甲の継ぎ目（橋）や腹甲の色彩は黄色や黄褐色で、左右対称に暗色斑が入る個体が多い。
頭部はやや大型。上顎は鉤状に尖り、先端が三叉に分かれる。額を覆う鱗（額板）は1枚だが、不完全だが2-3枚に分かれる個体もいる。頭部の色彩は黄白色や黄色、薄黄緑色。四肢や尾の色彩は暗黄色や褐色。
卵は長径3.7-5.8センチメートル、短径2.4-4センチメートルの楕円形。孵化直後の幼体は甲長3.1-4.9センチメートル。

## 分類
インドリクガメ属内ではトラバンコアリクガメに近縁で、単系統群を形成すると推定されている。

## 生態
サバナ気候や熱帯モンスーン気候の丘陵や低山地にあるやや乾燥した落葉広葉樹林（主にサラソウジュやチークからなる落葉高木林）に生息するが、竹林、草原などにも生息する。雨季は活発に活動（特に雨季の始まりや雨が降った後）するが、乾季は薄明薄暮性傾向が強くなる。日の当たらない林床に生息するためか強い光を嫌う傾向があり、あまり日光浴を行わない。高温時には唾液で体を濡らし、気化熱により体温を下げる。
食性は植物食傾向の強い雑食で、果実、花、茎、根、葉、タケノコ、キノコ、陸棲の巻貝、動物の死骸などを食べる。
繁殖形態は卵生。主に乾季から雨季にさしかかる時期にオスは鳴き声をあげながらメスに近づき、頸部を上下に振る。その後メスに体当たりしたり噛みつきを繰り返し、メスが動きを止めると交尾する。雨季（雨季の最中および終わり頃）に1度に1-7個、最大9個の卵を年に1-2回産む。年に2回産む場合は間隔が6-8週間以上空く。卵は28-31.5℃の環境下で96-165日で孵化した例がある。

## 人間との関係
生息地では食用とされることもある。
開発による生息地の破壊、食用やペット用の乱獲などにより生息数は激減している。
ペットとして飼育されることもあり、日本にも輸入されている。主にマレーシア産の野生個体が流通するが、生息数の減少に伴い流通量は減少している。飼育下繁殖例もあり、飼育下繁殖個体が流通することもある。野生個体が多いため体内に寄生虫を持つ可能性が高いため、輸入直後の個体はやや高温と適切な湿度を維持した環境で飼育し、駆虫を行うことが薦められる。極度の乾燥に弱く乾燥させると床材やシェルターに潜り不活発になるため、全身が浸かれる水容器や湿った床材を敷いたシェルターなどを設置する。極度の高湿度でも雑菌が繁殖し、体調を崩しやすくなるため注意が必要。餌として葉野菜、果実、キノコなどを与える。